# Cache-moineaux
En architecture, le terme cache-moineaux peut désigner :
- une planchette de bois ou de PVC, ou un grillage fin, logée entre les chevrons, au droit du mur de façade ou vers l'égout de toiture, afin d'interdire l'accès aux oiseaux et petits rongeurs ;
- une pièce de calfeutrement, en bois ou en métal, disposée sous l'avancée d'un toit afin d'obturer les vides existant entre la sous-face de la couverture et le nu de la façade.